# Bohlenbruch
Der Bohlenbruch ist ein Naturschutzgebiet in den niedersächsischen Gemeinden Bröckel und Eicklingen in der Samtgemeinde Flotwedel im Landkreis Celle.

## Allgemeines
Das Naturschutzgebiet mit dem Kennzeichen NSG LÜ 139 war zunächst circa 158 Hektar groß. 2018 wurde die Naturschutzverordnung neu gefasst. Das Naturschutzgebiet wurde an das gleichnamige FFH-Gebiet angepasst und dabei auf circa 173 Hektar vergrößert. Das Gebiet steht seit dem 21. Dezember 1985 unter Naturschutz. Es ersetzte das Ende 1981 ausgewiesene, gleichnamige Landschaftsschutzgebiet. Die gültige Naturschutzverordnung trat am 7. November 2018 in Kraft. Zuständige untere Naturschutzbehörde ist der Landkreis Celle.

## Beschreibung
Das Naturschutzgebiet liegt nordöstlich von Bröckel und stellt ein Waldgebiet in der ausgedehnten Allerniederung unter Schutz. Das Waldgebiet war früher regelmäßig dem Hochwasser der Aller ausgesetzt. Seit der Regulierung und Bedeichung des Flusses bleibt das Hochwasser aus. Dadurch und durch Grundwasserabsenkungen verändert sich der ursprüngliche Auwald allmählich zu einem Eichen-Hainbuchenwald. Insbesondere an trockeneren Standorten stocken auch Eichenwälder.
Die Auwälder werden von Schwarzerle und Esche dominiert. Dazu gesellen sich weitere Baumarten wie die Flatterulme. Die Eichenwälder werden von Stieleiche und Hainbuche gebildet, denen Esche und Feldahorn beigemischt sind. Die Wälder verfügen über einen hohen Alt- und Totholzanteil.
Im Süden befindet sich eine ehemalige Bodenentnahmestelle, die sich mit Wasser gefüllt hat. Der so entstandene See, der in das Schutzgebiet einbezogen ist, unterliegt einer eigendynamischen Entwicklung. Zwischen dem Wald und dem See verläuft ein Abschnitt der Harlacke, die nordwestlich von Bröckel in die Fuhse mündet, durch das Naturschutzgebiet.
Der Bohlenbruch ist Lebensraum unter anderem verschiedener Fledermäuse und Vögel. Besondere Bedeutung hat das Gebiet als Lebensraum für Grün-, Mittel- und Schwarzspecht.